# Miao Lijie
Miao Lijie (3 de junho de 1981) é uma basquetebolista profissional chinesa.

## Carreira
Miao Lijie integrou a Seleção Chinesa de Basquetebol Feminino, em Londres 2012 que terminou na sexta colocação. 